# Prionotus beanii
Prionotus beanii és una espècie de peix pertanyent a la família dels tríglids.

## Descripció
- Fa 15 cm de llargària màxima (normalment, en fa 12).[5][6]

## Hàbitat
És un peix marí, demersal i de clima tropical que viu entre 35-200 m de fondària.

## Distribució geogràfica
Es troba a l'Atlàntic occidental: des de Panamà fins al Brasil.

## Observacions
És inofensiu per als humans.